# Prey Yuthka
Prey Yuthka es una comuna (khum) del distrito de Koh Andaet, en la provincia de Takéo, Camboya. En marzo de 2008 tenía una población estimada de 3998 habitantes.
Se encuentra ubicada al sur del país, en la llanura camboyana, cerca del río Mekong y de la frontera con Vietnam.